# Morti nel 2020/Giugno
| Questa pagina contiene informazioni ricavate automaticamente dalle voci biografiche con l'ausilio del template Bio e di un bot. L'aggiornamento è periodico e automatico e ricostruisce completamente la pagina. Se manca una persona in questa lista, sei pregato di non aggiungerla, ma accertati piuttosto che la sua voce biografica contenga il template Bio e che i dati anagrafici siano correttamente compilati. Se il template Bio manca, inseriscilo tu stesso o, in alternativa, metti l'avviso {{tmp\|Bio}} che ne segnala la mancanza. Se i dati riportati sono sbagliati, correggi direttamente la voce biografica; le modifiche saranno visibili in questa lista entro pochi giorni. Per chiarimenti vedi il progetto biografie. La lista contiene solo le 190 persone che sono citate nell'enciclopedia e per le quali è stato implementato correttamente il template Bio. Pagina aggiornata al 2 giu 2025. |

- 1º giugno - Moshe Daniel, cestista e allenatore di pallacanestro israeliano (n. 1930)
- 1º giugno - Alfredo Filippini, scultore, pittore e illustratore italiano (n. 1924)
- 1º giugno - Joey Image, batterista statunitense (n. 1957)
- 1º giugno - Tinin Mantegazza, artista, autore televisivo e scenografo italiano (n. 1931)
- 1º giugno - Roberto Peccei, fisico italiano (n. 1942)
- 1º giugno - Pedro Ercílio Simon, arcivescovo cattolico brasiliano (n. 1941)
- 1º giugno - Myroslav Skoryk, compositore ucraino (n. 1938)
- 2 giugno - John Cuneo, velista australiano (n. 1928)
- 2 giugno - Paolo Fabbri, semiologo italiano (n. 1939)
- 2 giugno - Roberto Gervaso, giornalista e scrittore italiano (n. 1937)
- 2 giugno - Mary Pat Gleason, attrice e sceneggiatrice statunitense (n. 1950)
- 2 giugno - Chris Trousdale, cantante e attore statunitense (n. 1985)
- 2 giugno - Carlo Ubbiali, pilota motociclistico italiano (n. 1929)
- 2 giugno - Wes Unseld, cestista, allenatore di pallacanestro e dirigente sportivo statunitense (n. 1946)
- 2 giugno - Imre Vizi, matematico e cestista rumeno (n. 1936)
- 3 giugno - István Kausz, schermidore ungherese (n. 1932)
- 3 giugno - Veli Lehtelä, canottiere finlandese (n. 1935)
- 3 giugno - Mario Rino Sivieri, vescovo cattolico italiano (n. 1942)
- 4 giugno - Marcello Abbado, pianista, compositore e docente italiano (n. 1926)
- 4 giugno - Fabiana Anastácio, cantante brasiliana (n. 1975)
- 4 giugno - Basu Chatterjee, regista e sceneggiatore indiano (n. 1927)
- 4 giugno - Milli Graffi, poetessa, scrittrice e traduttrice italiana (n. 1940)
- 4 giugno - Rupert Hine, cantante, musicista e produttore discografico britannico (n. 1947)
- 4 giugno - Piet van der Kruk, pesista e sollevatore olandese (n. 1941)
- 4 giugno - Jean Link, schermidore lussemburghese (n. 1938)
- 4 giugno - Pete Rademacher, pugile statunitense (n. 1928)
- 4 giugno - Mário Torres, calciatore portoghese (n. 1931)
- 5 giugno - Walter Fleming, cestista peruviano (n. 1949)
- 5 giugno - Jim Fryatt, allenatore di calcio e calciatore inglese (n. 1940)
- 5 giugno - Boris Gaganelov, calciatore bulgaro (n. 1941)
- 5 giugno - Ooi Chai Lim, avvocato e presbitero malaysiano (n. 1943)
- 5 giugno - George Vance Murry, vescovo cattolico statunitense (n. 1948)
- 5 giugno - Kurt Thomas, ginnasta statunitense (n. 1956)
- 5 giugno - Bendegúz Tóth, lottatore ungherese (n. 1997)
- 6 giugno - José Barrias, artista portoghese (n. 1944)
- 6 giugno - Livio Cecchelin, pianista italiano (n. 1930)
- 6 giugno - Dietmar Seyferth, chimico tedesco (n. 1929)
- 6 giugno - Francesco Squillace, avvocato e politico italiano (n. 1925)
- 6 giugno - Andrea Veggio, vescovo cattolico italiano (n. 1923)
- 7 giugno - Bettina Heinen-Ayech, pittrice tedesca (n. 1937)
- 7 giugno - Péter Marót, schermidore ungherese (n. 1945)
- 7 giugno - Ken Riley, giocatore di football americano statunitense (n. 1947)
- 7 giugno - Roger Saint-Vil, calciatore haitiano (n. 1947)
- 7 giugno - Edith Thallaug, attrice teatrale norvegese (n. 1929)
- 7 giugno - Ralph Wright, calciatore inglese (n. 1947)
- 8 giugno - Klaus Berger, teologo tedesco (n. 1940)
- 8 giugno - Renzo Bulgarello, canottiere italiano (n. 1948)
- 8 giugno - Tony Dunne, calciatore e allenatore di calcio irlandese (n. 1941)
- 8 giugno - Marion Hänsel, attrice, regista e produttrice cinematografica belga (n. 1949)
- 8 giugno - Nemir Kirdar, banchiere e imprenditore iracheno (n. 1936)
- 8 giugno - Fabrizio Mioni, attore e designer italiano (n. 1930)
- 8 giugno - Pierre Nkurunziza, politico burundese (n. 1964)
- 8 giugno - Bonnie Pointer, cantante statunitense (n. 1950)
- 8 giugno - Luigi Trevisan, calciatore italiano (n. 1938)
- 9 giugno - Arwa Abouon, fotografa canadese (n. 1982)
- 9 giugno - Paul Chapman, chitarrista britannico (n. 1954)
- 9 giugno - Pau Donés, cantautore e chitarrista spagnolo (n. 1966)
- 9 giugno - Ronaldo Drummond, calciatore brasiliano (n. 1948)
- 9 giugno - Ödön Földessy, lunghista ungherese (n. 1929)
- 10 giugno - Angelo Bianchi, genetista italiano (n. 1926)
- 10 giugno - Hans Cieslarczyk, calciatore e allenatore di calcio tedesco occidentale (n. 1937)
- 10 giugno - William Hale, regista statunitense (n. 1931)
- 10 giugno - Hans Mezger, ingegnere e progettista tedesco (n. 1929)
- 10 giugno - Mr. Wrestling II, wrestler statunitense (n. 1934)
- 11 giugno - Emmanuel Issoze-Ngondet, politico e diplomatico gabonese (n. 1961)
- 11 giugno - Earnie Killum, cestista statunitense (n. 1948)
- 11 giugno - Rodolfo Machado, attore argentino (n. 1934)
- 11 giugno - Dennis O'Neil, fumettista, scrittore e curatore editoriale statunitense (n. 1939)
- 11 giugno - Osvaldo Riva, calciatore italiano (n. 1937)
- 11 giugno - Rosa Maria Sardà, attrice e comica spagnola (n. 1941)
- 11 giugno - Cy Strulovitch, cestista canadese (n. 1925)
- 11 giugno - Elisabetta Viarengo Miniotti, incisore e pittrice italiana (n. 1937)
- 11 giugno - Eppie Wietzes, pilota automobilistico canadese (n. 1938)
- 11 giugno - Mel Winkler, attore e doppiatore statunitense (n. 1941)
- 12 giugno - Lino Esterino Garavaglia, vescovo cattolico italiano (n. 1927)
- 13 giugno - Dick Garmaker, cestista statunitense (n. 1932)
- 13 giugno - Nic Jorge, cestista e allenatore di pallacanestro filippino (n. 1942)
- 13 giugno - Jean Raspail, esploratore e romanziere francese (n. 1925)
- 13 giugno - Marc Zermati, produttore discografico francese (n. 1945)
- 14 giugno - Stefano Bertacco, politico italiano (n. 1962)
- 14 giugno - Don Candy, tennista e allenatore di tennis australiano (n. 1929)
- 14 giugno - Sarah Hegazi, attivista egiziana (n. 1989)
- 14 giugno - Aarón Padilla Gutiérrez, calciatore messicano (n. 1942)
- 14 giugno - Haroldo Rodas, politico e economista guatemalteco (n. 1946)
- 14 giugno - Sushant Singh Rajput, attore e ballerino indiano (n. 1986)
- 14 giugno - Luigi Spagnol, editore e traduttore italiano (n. 1961)
- 14 giugno - Keith Tippett, tastierista e compositore britannico (n. 1947)
- 15 giugno - Giulio Giorello, filosofo, storico della scienza e matematico italiano (n. 1945)
- 15 giugno - Mário José dos Reis Emiliano, allenatore di calcio e calciatore brasiliano (n. 1954)
- 16 giugno - John Benfield, attore britannico (n. 1951)
- 16 giugno - Valerio Breda, vescovo cattolico e missionario italiano (n. 1945)
- 16 giugno - Eduardo Cojuangco Jr., imprenditore e politico filippino (n. 1935)
- 16 giugno - Edén Pastora, politico e guerrigliero nicaraguense (n. 1937)
- 16 giugno - Georgij Rjabov, calciatore sovietico (n. 1938)
- 16 giugno - Michel Salomon, giornalista francese (n. 1927)
- 16 giugno - Eusebio Vélez, ciclista su strada e dirigente sportivo spagnolo (n. 1935)
- 16 giugno - Charles Webb, scrittore statunitense (n. 1939)
- 17 giugno - Marlene Ahrens, giavellottista cilena (n. 1933)
- 17 giugno - Lewis John Carlino, sceneggiatore, regista e drammaturgo statunitense (n. 1932)
- 17 giugno - Bill Groman, giocatore di football americano statunitense (n. 1936)
- 17 giugno - György Kárpáti, pallanuotista ungherese (n. 1935)
- 17 giugno - Petr Král, scrittore e poeta ceco (n. 1941)
- 17 giugno - Fabrice Philipot, ciclista su strada francese (n. 1965)
- 17 giugno - Michael Soulé, biologo statunitense (n. 1936)
- 17 giugno - Pietro Zoppas, ciclista su strada italiano (n. 1934)
- 18 giugno - Tibor Benedek, pallanuotista e allenatore di pallanuoto ungherese (n. 1972)
- 18 giugno - Claus Biederstaedt, attore, doppiatore e regista teatrale tedesco (n. 1928)
- 18 giugno - Arturo Chaires, calciatore messicano (n. 1937)
- 18 giugno - Jean Ann Kennedy, diplomatica e filantropa statunitense (n. 1928)
- 18 giugno - Vera Lynn, cantante britannica (n. 1917)
- 19 giugno - Armando Balduino, critico letterario, filologo e politico italiano (n. 1937)
- 19 giugno - Savin Couelle, architetto francese (n. 1929)
- 19 giugno - Alberto D'Amico, cantautore italiano (n. 1943)
- 19 giugno - Gordon Davies, calciatore inglese (n. 1932)
- 19 giugno - Ian Holm, attore britannico (n. 1931)
- 19 giugno - Carlos Ruiz Zafón, scrittore spagnolo (n. 1964)
- 19 giugno - Peter Skerl, regista e sceneggiatore apolide (n. 1940)
- 20 giugno - Gerhard J. Bellinger, storico delle religioni e teologo tedesco (n. 1931)
- 20 giugno - Mario Corso, calciatore e allenatore di calcio italiano (n. 1941)
- 20 giugno - Svein Arne Hansen, dirigente sportivo norvegese (n. 1946)
- 20 giugno - Franco Holzer, giornalista e scrittore italiano (n. 1943)
- 20 giugno - Frank Tømmervåg, calciatore norvegese (n. 1951)
- 21 giugno - Angela Madsen, atleta paralimpica statunitense (n. 1960)
- 21 giugno - Hugh Mellor, filosofo britannico (n. 1938)
- 21 giugno - Étienne Périer, regista cinematografico belga (n. 1931)
- 21 giugno - Bernardino Piñera Carvallo, arcivescovo cattolico e medico cileno (n. 1915)
- 21 giugno - Ahmed Radhi, calciatore e allenatore di calcio iracheno (n. 1964)
- 21 giugno - Zeev Sternhell, storico israeliano (n. 1935)
- 21 giugno - Bobby Storey, politico irlandese (n. 1956)
- 21 giugno - Bobana Veličković, tiratrice a segno serba (n. 1990)
- 22 giugno - Enrique Casaretto, calciatore peruviano (n. 1945)
- 22 giugno - Dina Luce, giornalista, scrittrice e conduttrice radiofonica italiana (n. 1931)
- 22 giugno - Carlos Luis Morales, calciatore ecuadoriano (n. 1965)
- 22 giugno - Harry Penk, calciatore inglese (n. 1934)
- 22 giugno - Pierino Prati, calciatore e allenatore di calcio italiano (n. 1946)
- 22 giugno - Joel Schumacher, regista, sceneggiatore e produttore cinematografico statunitense (n. 1939)
- 23 giugno - Saadi Toma Abbas, generale e politico iracheno (n. 1939)
- 23 giugno - Ryan Anthony, trombettista statunitense (n. 1969)
- 23 giugno - Erminia Bianchini, supercentenaria italiana (n. 1908)
- 23 giugno - Nikolaj Fadeečev, ballerino russo (n. 1933)
- 23 giugno - Justin Love, cestista e allenatore di pallacanestro statunitense (n. 1978)
- 23 giugno - Patricio Rodríguez, tennista e allenatore di tennis cileno (n. 1938)
- 24 giugno - Alfredo Biondi, politico e avvocato italiano (n. 1928)
- 24 giugno - Marc Fumaroli, storico della letteratura francese (n. 1932)
- 24 giugno - Paolo Giusti, attore italiano (n. 1942)
- 24 giugno - Antonio Sangio, cestista e dirigente sportivo peruviano
- 25 giugno - Suzana Amaral, regista e sceneggiatrice brasiliana (n. 1932)
- 25 giugno - Belio, pittore e grafico italiano (n. 1942)
- 25 giugno - Lester Grinspoon, psichiatra e editore statunitense (n. 1928)
- 25 giugno - Massamba Kilasu, calciatore della Repubblica Democratica del Congo (n. 1950)
- 25 giugno - Emeka Mamale, calciatore della Repubblica Democratica del Congo (n. 1977)
- 25 giugno - Juan Ostoic, cestista e allenatore di pallacanestro cileno (n. 1931)
- 25 giugno - Joe Sinnott, fumettista statunitense (n. 1926)
- 25 giugno - Ivan Utrobin, fondista sovietico (n. 1934)
- 26 giugno - Kelly Asbury, animatore, doppiatore e regista statunitense (n. 1960)
- 26 giugno - James Dunn, teologo e predicatore britannico (n. 1939)
- 26 giugno - Richard Gelles, sociologo e scrittore statunitense (n. 1946)
- 26 giugno - Milton Glaser, grafico, illustratore e insegnante statunitense (n. 1929)
- 26 giugno - Syed Munawar Hasan, politico, sociologo e islamista pakistano (n. 1941)
- 26 giugno - William Negri, calciatore e allenatore di calcio italiano (n. 1935)
- 26 giugno - Jaroslav Pollák, calciatore cecoslovacco (n. 1947)
- 26 giugno - Taryn Power, attrice e insegnante statunitense (n. 1953)
- 26 giugno - Ramon Revilla, attore e politico filippino (n. 1927)
- 26 giugno - Benedetto Robazza, scultore italiano (n. 1934)
- 27 giugno - Belaid Abdessalam, politico algerino (n. 1928)
- 27 giugno - Freddy Cole, cantante e pianista statunitense (n. 1931)
- 27 giugno - Linda Cristal, attrice argentina (n. 1931)
- 27 giugno - Julian Curry, attore britannico (n. 1937)
- 27 giugno - Giuseppe Matarrese, vescovo cattolico italiano (n. 1934)
- 27 giugno - Abdoulaye Seye Moreau, cestista, arbitro di pallacanestro e dirigente sportivo senegalese (n. 1929)
- 27 giugno - Ilija Petković, allenatore di calcio e calciatore jugoslavo (n. 1945)
- 27 giugno - Nicola Quarta, politico italiano (n. 1927)
- 27 giugno - Erich Tecka, cestista e dirigente sportivo austriaco (n. 1948)
- 27 giugno - Federico Venturi, paleontologo italiano (n. 1940)
- 28 giugno - Rudolfo Anaya, scrittore statunitense (n. 1937)
- 28 giugno - Marián Čišovský, calciatore slovacco (n. 1979)
- 28 giugno - Aldo Luigi Rizzo, architetto e pittore italiano (n. 1930)
- 28 giugno - Luciano Rondinella, cantante, attore e imprenditore italiano (n. 1933)
- 28 giugno - Yu Lan, attrice cinese (n. 1921)
- 29 giugno - Hachalu Hundessa, cantante e attivista etiope (n. 1986)
- 29 giugno - Johnny Mandel, compositore e arrangiatore statunitense (n. 1925)
- 29 giugno - Benny Mardones, cantante e musicista statunitense (n. 1946)
- 29 giugno - Svend Aage Rask, calciatore danese (n. 1935)
- 29 giugno - Carl Reiner, attore, comico e sceneggiatore statunitense (n. 1922)
- 30 giugno - Tim Brooks, wrestler statunitense (n. 1946)
- 30 giugno - Ludwig Finscher, musicologo tedesco (n. 1930)
- 30 giugno - Ida Haendel, violinista britannica (n. 1928)
- 30 giugno - Dan Hicks, attore statunitense (n. 1951)
- 30 giugno - Aleksandr Kabanov, pallanuotista e allenatore di pallanuoto sovietico (n. 1948)
- 30 giugno - Imre Stefanovics, sollevatore ungherese (n. 1954)